# 蝦夷地
近世における蝦夷地（えぞち）とは、松前藩の城下町松前を中心とする和人地を除く北海道本島、および樺太島（サハリン）や千島列島を含む周辺の島々を合わせた地域の総称である。多くはアイヌの居住地であったが、沿岸部などには他所から移り住む和人も存在した。またサハリン島では樺太アイヌ以外にウィルタやニヴフも居住していた。1869年に北海道の名称が定められると用いられなくなった。

## 歴史

### 近世

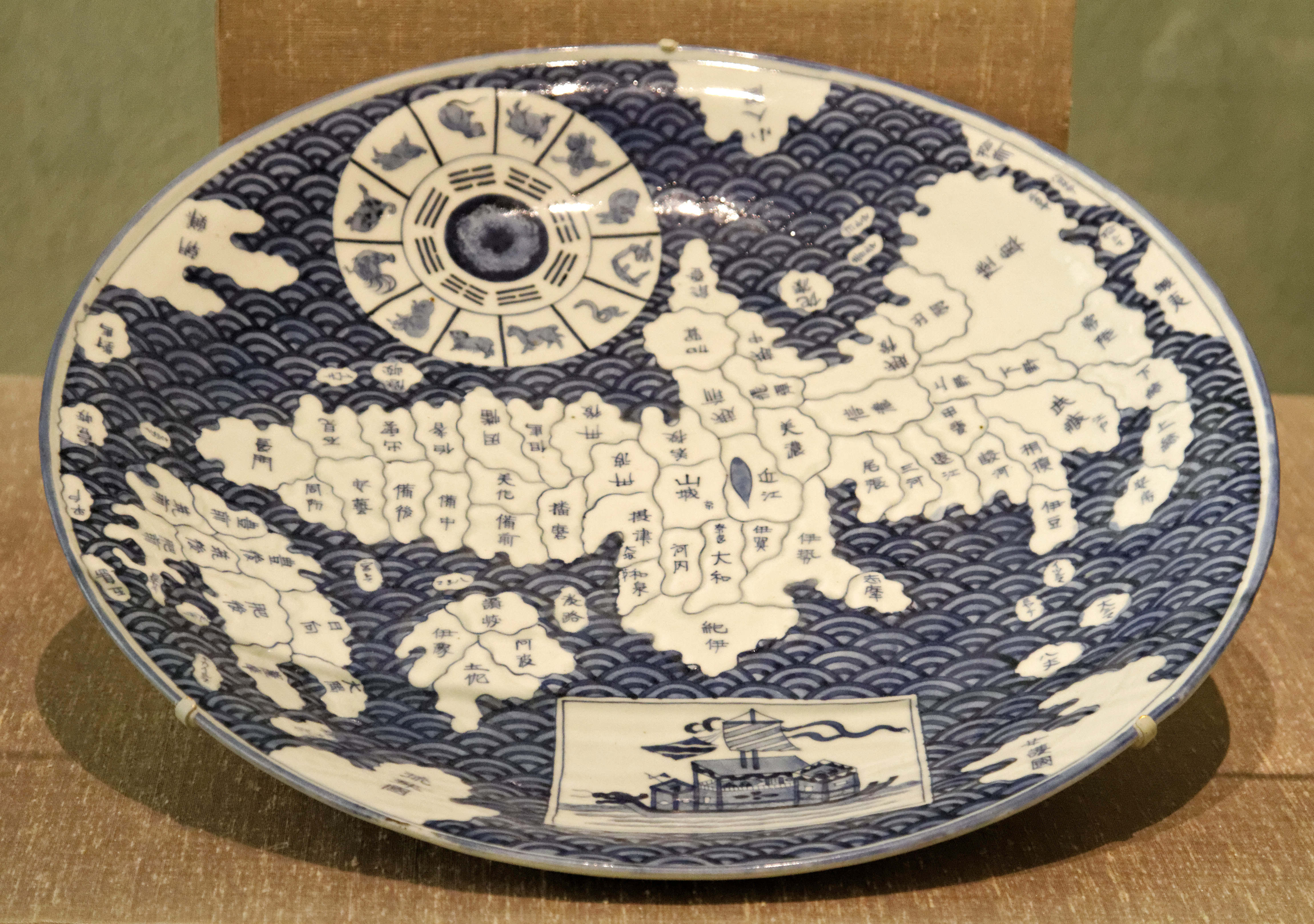
行基図が描かれた天保年間の大皿。右端に蝦夷の文字が見える。

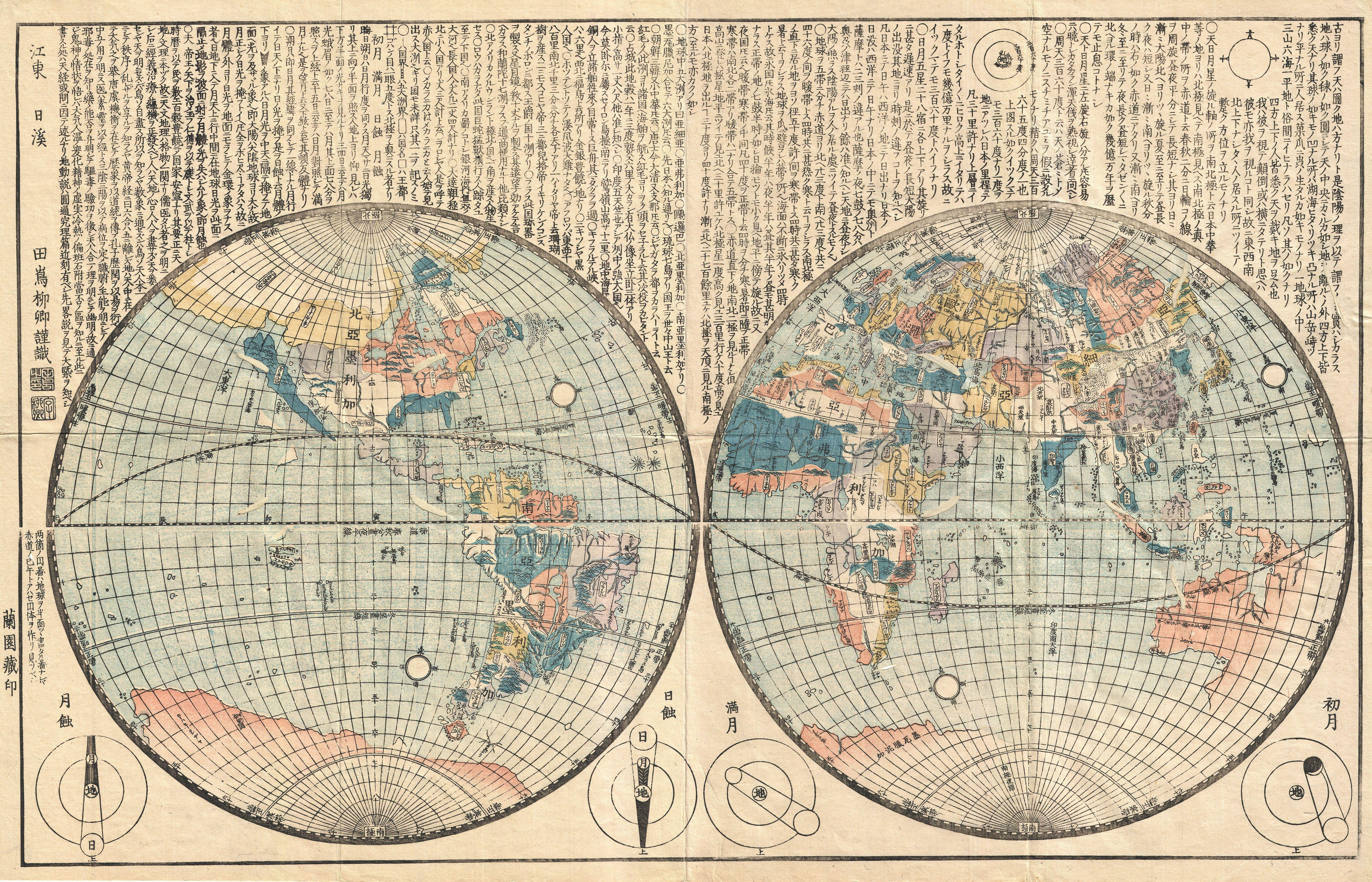
1840年に日本で描かれた世界地図。蝦夷はサンタンや「マンチウ」などと同じ色で塗られている。

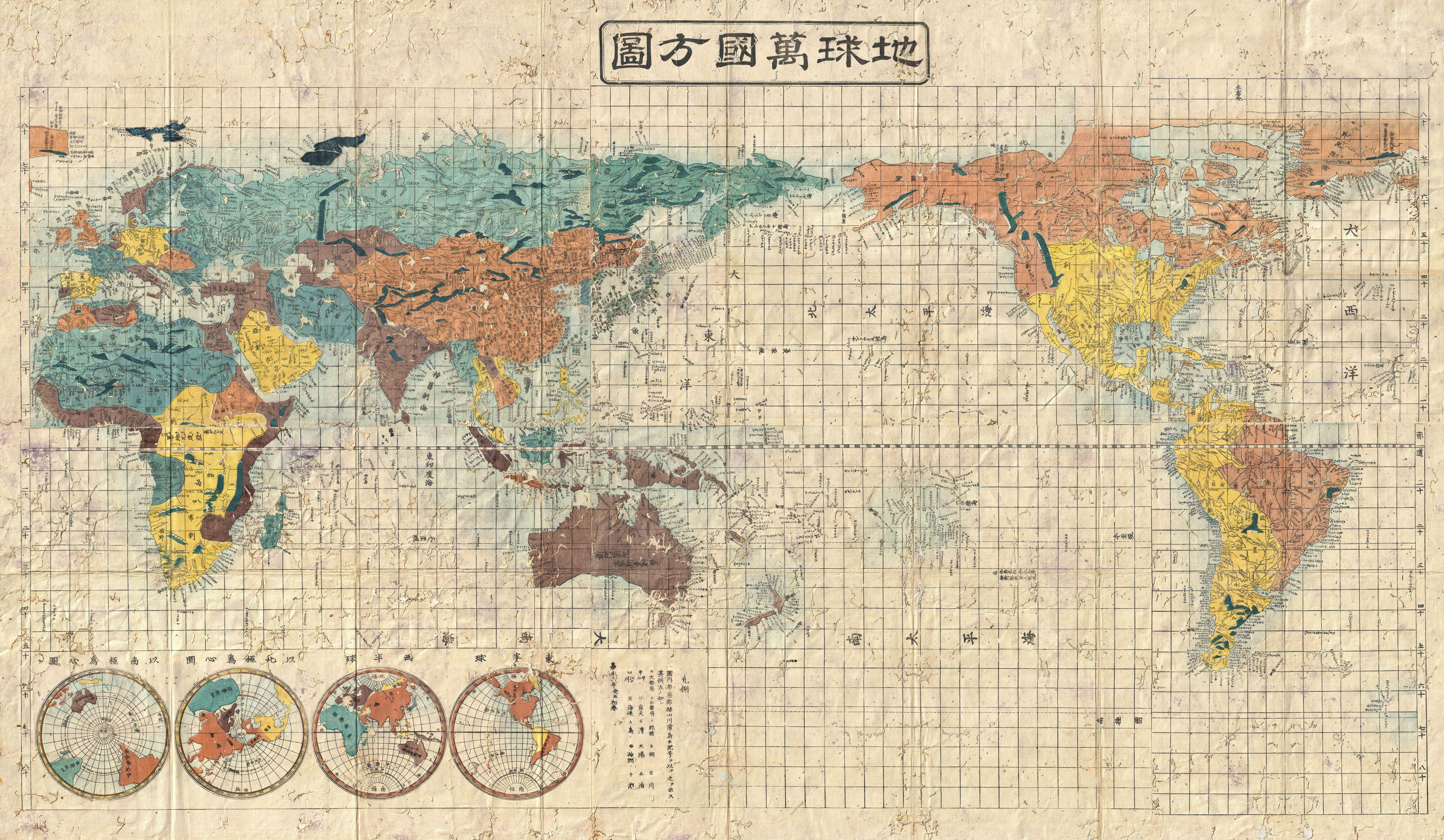
中島翠堂によって1853年に描かれた世界地図。蝦夷地も描かれ、いくつかの地名が載っている。

江戸時代まで日本では北の境の認識が希薄だったといわれている。 
15世紀から16世紀（中世）にかけて渡島半島南部の領主に成長していった蠣崎氏は豊臣秀吉（関白、太閤）・徳川家康（征夷大将軍）から蝦夷地の支配権、交易権を公認された。江戸時代になると蠣崎氏は松前氏と改名して大名に列し、松前藩となる。北海道太平洋側と千島を東蝦夷と呼び、北海道日本海側と樺太を西蝦夷地と呼んだ。寛政から文化期に入ると幕府は南下政策を強力に推し進めるロシアを警戒し、1799年（寛政11年）に東蝦夷地を、1807年（文化4年）に西蝦夷地を天領として、1809年、カラフト島の呼称を北蝦夷地と正式に定めた上で東北諸藩に警備を目的とした出兵を命じた。緊張が緩和したと思われた1821年（文政4年）には蝦夷地の大半を松前藩へと返却したが、諸外国との緊張が再び高まった1855年（安政2年）には松前城下を除く和人地と東西蝦夷地を再び天領とした。幕府は財政負担軽減のためにと松前と仙台、盛岡、弘前、久保田の東北の大藩に対して沿岸の警備義務を割り当て、会津と庄内の2藩もそれに続いた。

#### 当時の古地図
1712年（正徳2年）発行の「和漢三才図会」には「蝦夷島」の項があり、古地図の挿絵がついている。
1854年（嘉永7年）千島列島、全樺太島やカムチャツカ半島まで明記した「改正蝦夷全図」なる（加陽・豊島　毅作）。

#### 名称
ロシアの進出に伴い江戸時代末期になると「異民族の住む地」を意味する「蝦夷地」のままではいけないという意見がみれたものの江戸時代には改称は実現しなかった。

### 幕末
会津・庄内両藩が蝦夷地の売却をプロイセンに提案。宰相ビスマルクからの返書が届く前に、板垣退助、伊地知正治らが、会津城を攻略したため売却計画は阻止された。在府の大村益次郎は周囲の敵対勢力を徐々に陥落させていく長期戦を指示したが、戦地の板垣退助、伊地知正治らは、これに反対し一気呵成に敵本陣を攻める短期決戦を提案。長期戦となっておれば、日本の国境線は大いに変わっていたと言われる。
また、新田開発時に開発される場所となった。

### 明治時代
1869年6月27日（明治2年5月18日）の箱館戦争終結をもって戊辰戦争が終わると、同年9月20日（明治2年8月15日）に新政府は太政官布告によって蝦夷地に北海道の名前を与え、北蝦夷地は樺太と改名した。この時最後まで蝦夷地であった地域には北海道11国86郡のうち下記の令制国が置かれた（和人地であった地域に置かれた渡島国と後志国はここに記載しない）。
かつての東蝦夷地…太平洋側から千島列島にかけての地域
- 胆振国（山越郡は和人地）
- 日高国
- 十勝国
- 釧路国
- 根室国
- 千島国

かつての西蝦夷地…日本海からオホーツク海にかけての地域
- 石狩国
- 天塩国
- 北見国

かつての北蝦夷地…宗谷海峡よりも北の地域
- 樺太